# 진천 이영남 묘소
진천 이영남 묘소(鎭川 李英男 墓所)는 충청북도 진천군 덕산면 기전리에 있는 조선시대의 무덤이다. 2008년 8월 1일 충청북도의 기념물 제144호로 지정되었다.

## 개요
이영남(1563～1598) 장군은 진천군 기전리에서 태어난 조선중기의 무신으로 선조 17년(1577)에 별시무과 병과에 급제하여 선조 25년(1592) 율포권관을 시작으로 임진왜란 때 원균의 막하 장수로써 소비포권관, 강계부판관 등을 역임하였다.
경상우수사 원균이 왜군에 의해 동래성이 함락된 후 도망가려 하자 전라좌수사 이순신에게 원병을 청하여 연합함대를 결성하게 되었고, 그 후 옥포·사천포해전, 한산대첩 등 수많은 전투에 참가하였다.
선조 31년(1598)에 가리포첨사로 이순신 장군과 함께 노량해전에서 순국하였다. 장군의 노복이 시신을 수습하여 고향인 진천 기전리에 묻었으며, 선조 38년(1605)에 절충장군 선무원종일등공신으로 녹훈되었다.
묘소는 원형의 봉분으로 직경 약 600cm, 높이 약 240cm로써 둘레를 십이지신상의 호석으로 조성하였다.
묘소 앞쪽에 상석 및 계체석, 정면 좌·우측으로는 문인석과 망주석이 각각 1기씩 있으며, 우측에 이영남 장군 사적비가 1983년에 세워졌다. 이 석물들의 상태는 량호하나 근래에 건립·조성된 것이다. 좌측으로 말무덤〈애마총〉이 자리하고 있다.
이영남 장군 묘소 상단으로는 장군의 부모〈이사종, 광주 진씨〉묘소〈쌍분〉각 1기 및 묘비와 조부〈이극인〉의 묘소 및 묘비 1기가 위치하고 있다.
加里捕僉使 李英男 將軍에 대하여 1차 자료를 중심으로 재조명한 결과 『萬曆十二年甲申秋別試文武榜目』을 통하여 장군의 생몰년 및 양친 관련 사항을 바로잡았고 『加里捕僉使先生案』 그리고 宣武原從功臣錄券의 구체적인 분석과 자료 비판을 통해 진천 출신의 가리포첨사 이영남 장군과 관련된 사실이 충분히 입증되었다.
이영남 장군은 조선중기의 무신으로 임진왜란 때 수많은 해전에서 활약하여 국가의 위태로움을 구하신 장수이다.
그러나 당시 활약한 인물이 동명이인으로 후손문중에서 서로의 활동 내을 혼재하여 기록하게 되었다. 이에 이영남 장군의 정확한 고증을 하게 되었으며, 노량해전에서 가리포첨사로 순국한 분이 본관 양성, 진천 출신 이영남으로 연구검토되었다.
비록 이영남 장군 묘소가 조선시대 묘소의 일반적 형태로 최근에 새로 조성하였으나, 조선 중기 최대의 국난이었던 임진왜란 당시 수많은 해전을 통해 나라의 위태로움을 구한 장군의 위업을 기리기 위하여 지정하게 되었다.

## 참고 문헌
- 진천 이영남 묘소 - 국가유산청 국가유산포털